# Le Fan
Pour plus de détails, voir Fiche technique et Distribution.
Le Fan ou Le Fanatique au Québec et au Nouveau-Brunswick (The Fan) est un thriller américain réalisé par Tony Scott et sorti en 1996. Il s'agit d'une adaptation du roman du même nom de Peter Abrahams.
Le film est mal accueilli par la presse à sa sortie et est un échec au box-office.

## Synopsis
Gil Renard est un immense fan de baseball. Il idolâtre les Giants de San Francisco et ne vit chaque jour que pour ce sport. Le club vient de signer une nouvelle recrue star, le frappeur Bobby Rayburn, pour un contrat record de 40 millions de dollars. En dehors du sport, la vie de Gil est un désastre, aussi bien sentimentalement que professionnellement. Alors qu'il est sur le point de perdre son emploi de vendeur de couteaux de chasse, son ex-femme Ellen a obtenu une ordonnance restrictive. Gil tente de maintenir une relation avec son fils, Richie.
Malgré tout cela, Gil ne s'inquiète que de la petite forme de son héros, Bobby. Ce dernier a du mal à s'intégrer à sa nouvelle équipe et est en conflit avec l'autre star des Giants, Juan Primo, qui refuse de lui céder son numéro de maillot. Très superstitieux, Bobby doit ainsi renoncer à son numéro 11 pour endosser le no 33. Gil est alors persuadé que les soucis de son idole sont dus à cela. Il rencontre alors Primo et le poignarde à mort. Un temps soupçonné du meurtre de son coéquipier, Bobby voit ses performances s'améliorer. Mais son fan envahissant va lui causer d'autres soucis et notamment s'en prendre à son fils Sean.

## Fiche technique
Sauf indication contraire, les informations mentionnées dans cette section peuvent être confirmées par la base de données cinématographiques IMDb,  présente dans la section « Liens externes ».
- Titre original : The Fan
- Titre français : Le Fan
- Titre québécois : Le Fanatique
- Réalisation : Tony Scott
- Scénario : Phoef Suttond, avec la participation non créditée de Frank Darabont, d'après le roman Le Fan de Peter Abrahams
- Musique : Hans Zimmer
- Décors : Ida Random (en)
- Costumes : Daniel Orlandi et Rita Ryack
- Photographie : Dariusz Wolski
- Montage : Claire Simpson et Christian Wagner
- Productrice : Wendy Finerman

Coproductrice : Margaret French-Isaac
Producteurs délégués : Barrie M. Osborne, James W. Skotchdopole et Bill Unger
Producteur associé : Greg Mooradian
- Production : Mandalay Entertainment, Scott Free Productions et TriStar
- Sociétés de distribution : TriStar (États-Unis), AMLF (France)
- Budget : 55 000 000 USD[1]
- Format : 2.35 : 1 - 35 mm-Technicolor - son SDDS - Dolby Digital
- Langues originales : anglais, espagnol
- Durée : 111 minutes
- Dates de sortie [2]:
  - États-Unis : 16 août 1996
  - France : 9 juillet 1997
- Classification[3] :
  - États-Unis : R
  - France : tous publics avec avertissement

## Distribution
- Robert De Niro (VF : Jacques Frantz ; VQ : Hubert Gagnon) : Gil « Curly » Renard
- Wesley Snipes (VF : Thierry Desroses ; VQ : Jean-Luc Montminy) : Bobby Rayburn
- Ellen Barkin (VQ : Marie-Andrée Corneille) : Jewel Stern
- Benicio del Toro (VF : Joël Zaffarano ; VQ : Manuel Tadros) : Juan Primo
- John Leguizamo (VF : Patrick Mancini ; VQ : Antoine Durand) : Manny
- Patti D'Arbanville : Ellen Renard
- Chris Mulkey (VQ : François L'Écuyer) : Tim
- Andrew J. Ferchland (en) (VF : Hervé Grull) : Richie Renard
- Brandon Hammond (en) (VF : Donald Reignoux) : Sean Rayburn
- Charles Hallahan (VF : Benoît Allemane) : Coop
- Dan Butler (VQ : Éric Gaudry) : Garrit
- Kurt Fuller (VQ : Bernard Fortin) : Bernie
- Michael Jace : Scalper
- Frank Medrano : Leon, le gérant du bar
- Don S. Davis (VQ : Alain Gélinas) : Stook, le coach
- Brad William Henke : Tjader
- Drew Snyder : Burrows
- Wayne Duvall : l'inspecteur Baker
- Joe Pichler : Sean, l'enfant malade
- Tuesday Knight : l'infirmière
- M. C. Gainey : le supporter dans les tribunes derrière Gil Renard
- Eric Bruskotter : Catcher
- Aaron Neville : le chanteur de l'hymne au match d'ouverture
- Jack Black : un technicien à la radio
- Thomas F. Duffy : Figgy
- Chanté Moore : la chanteuse à l'hommage pour Primo
- Paul Herman
- Richard Riehle : un commerçant
- John Carroll Lynch : un commerçant
- Linda Carol : une infirmière (non créditée au générique)

Légende : VF = Version Française[réf. nécessaire] et VQ = Version Québécoise

## Production

### Genèse et développement
Le film est l'adaptation cinématographique du roman Le Fan (The Fan), publié aux États-Unis en 1995. Dans le roman, Bobby Rayburn joue pour les Red Sox de Boston, alors qu'il signe chez les Giants de San Francisco dans le scénario écrit par Phoef Suttond. Frank Darabont a ensuite contribué, de manière non créditée, au script du film.
Pour faire Le Fan, le réalisateur Tony Scott a quitté le projet Rock, qui sera finalement mis en scène par Michael Bay et sortira en 1996.

### Attribution des rôles
Brad Pitt a refusé le rôle de Bobby Rayburn, car il préférait incarner Gil Renard. Wesley Snipes, qui a obtenu celui de Bobby Rayburn, voulait lui aussi tenir le rôle du fan.
Al Pacino a été envisagé pour incarner le fan Gil Renard, alors que Jack Nicholson l'a refusé.

### Tournage
Le tournage a eu lieu principalement  en Californie (Anaheim et son Angel Stadium, Downtown Los Angeles, San Francisco, Dodger Stadium, ...) ainsi qu'à Denver dans le Colorado.
L'ancien joueur de baseball Cal Ripken, Jr. a été le coach personnel de Wesley Snipes pendant le tournage.

### Musique
La musique du film est composée par Hans Zimmer, qui avait déjà collaboré avec Tony Scott pour Jours de tonnerre, True Romance et USS Alabama. L'album commercialisé par TVT Records contient des chansons pop rock, rap, d'artistes comme Terence Trent D'Arby, Mic Geronimo, Massive Attack ou encore Kenny Wayne Shepherd.
| 1.  | Did You Mean What You Said? | Marc Antoine, Michael Mishaw, Sovory                                         | Sovory                    | 3:49  |
| 2.  | Letting Go                  | Hans Zimmer, Terence Trent D'Arby                                            | Terence Trent D'Arby      | 5:34  |
| 3.  | Unstoppable                 | Michael McDermott, Peter Phillips                                            | Mic Geronimo              | 3:46  |
| 4.  | Hymn Of The Big Wheel       | Andrew Vowles, Grantley Marshall, Horace Andy, Neneh Cherry, Robert Del Naja | Massive Attack            | 6:34  |
| 5.  | (Let Me Up) I've Had Enough | Joe Nadeau, Kenny Wayne Shepherd, Mark Selby                                 | Kenny Wayne Shepherd      | 2:43  |
| 6.  | Little Bob                  | Danny Saber, Paul Leveridge, Shaun Ryder                                     | Black Grape               | 5:35  |
| 7.  | Border Song (Holy Moses)    | Elton John, Bernie Taupin                                                    | Raymond Myles             | 3:37  |
| 8.  | What's Goin' Down           | Chas Jankel, Ian Dury, Stephen Wright, Matthew Ellis                         | Honky                     | 4:18  |
| 9.  | Deliver Me                  | Mark The 3 Kord Scissor King, Diggie Diamond                                 | Foreskin 500              | 3:58  |
| 10. | Forever Ballin'             | Johnny Lee Jackson, Tyruss Himes                                             | Johnny "J" feat. Big Syke | 4:24  |
| 11. | I'm Da Man                  | Albert Fields, Shiro Stokes                                                  | Jeune                     | 5:24  |
| 12. | Sacrifice                   | Hans Zimmer                                                                  | Hans Zimmer               | 19:08 |

## Sortie et accueil

### Critique
Le film reçoit des critiques presse globalement négatives à sa sortie. Sur l'agrégateur américain Rotten Tomatoes, il récolte 37% d'opinions favorables pour 30 critiques et une note moyenne de 4,8⁄10. Le consensus suivant résume les critiques compilées par le site : « Le flash viscéral de Tony Scott s'avère être un mauvais choix pour The Fan, une histoire d'obsession nauséabonde qui réussit à mettre le public mal à l'aise, mais frappe lorsqu'il s'agit de procurer des sensations fortes ». Sur Metacritic, il obtient une note moyenne de 32⁄100 pour 16 critiques.

### Box-office
Produit pour un budget de 55 millions de dollars, le film n'en récolte que 42 millions au box-office mondial.
| Pays ou région    | Box-office      | Date d'arrêt du box-office | Nombre de semaines |
| ----------------- | --------------- | -------------------------- | ------------------ |
| États-Unis Canada | 18 626 419 $    |                            |                    |
| France            | 209 798 entrées |                            |                    |
| Mondial           | 42 226 419 $    | -                          | -                  |

## Distinctions
Source : Internet Movie Database

### Récompense
- Blockbuster Entertainment Awards 1997 : meilleur second rôle féminin dans un film d'aventure ou drame pour Ellen Barkin

### Nominations
- Festival international du film de Saint-Sébastien 1996 : en compétition pour la Coquille d'or
- NCLR Bravo Awards 1996 : meilleur acteur pour Benicio Del Toro
- MTV Movie Awards 1997 : meilleur méchant pour Robert De Niro